# 東平洲

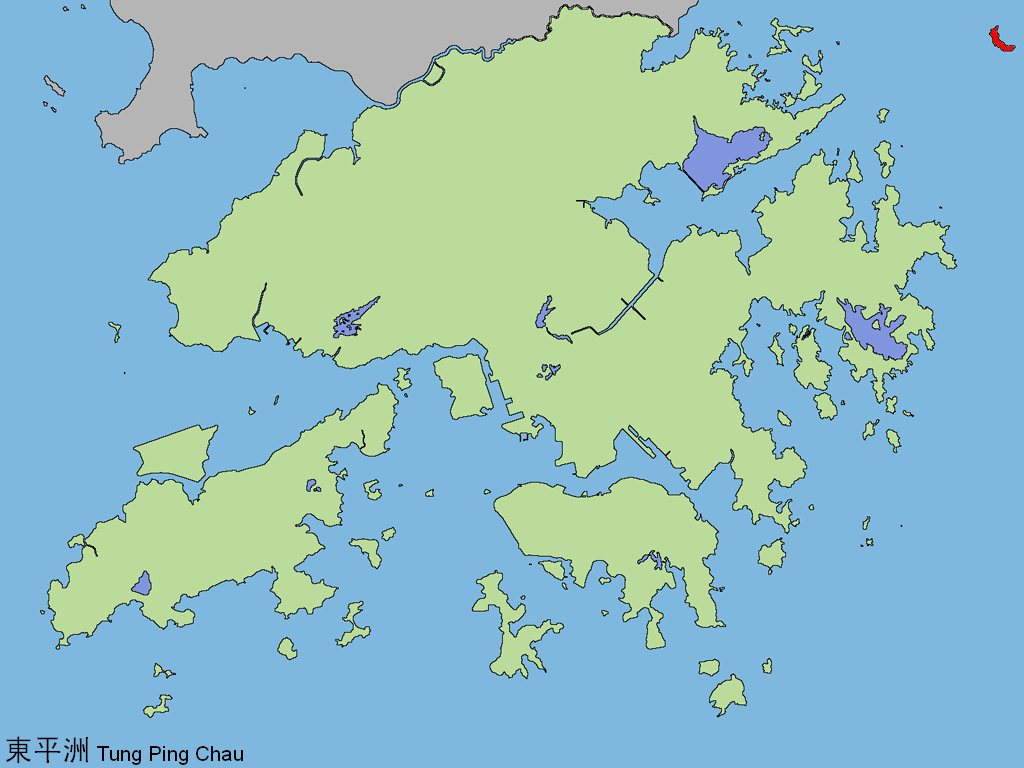
香港に東平洲の位置

東平洲（トンピンチャウ、英語：Tung Ping Chau）は、香港新界大埔区にある離島で、香港の北東端の島である。香港本土から遠くて、中国大陸に近い。元の名は平洲で、香港の別の島坪洲と間違わないように、「東平洲」と呼ばれている。
東平洲に山がなく、小高い丘だけ、波の浸食で出来た岩が沢山ある。今は無人島で、廃屋ばかり残っている。元住民は休日だけ帰ってきて、店を経営し、お客を招待する。大陸人の不法侵入を防ぐために、警官は島に常駐している。
港鉄東鉄線の大学駅で降り、海側の出口から出て馬料水埠頭に着く。埠頭から東平洲へフェリーで行け、90分ほどがかかる。土日曜日しか出ない。

## 参考リンク
1. ↑  東平洲
2. ↑  東平洲へ行ってきました
3. ↑  東平洲-馬料水フェリー

座標: 北緯22度32分36秒 東経114度25分50秒 / 北緯22.54333度 東経114.43056度